# Nyctemera madagascarica
Nyctemera madagascarica là một loài bướm đêm thuộc phân họ Arctiinae, họ Erebidae.